# ストーン (単位)
ストーン(stone)は、ヤード・ポンド法（帝国単位）における質量の単位である。現在はイギリスでのみ使用されており、アイルランドや英連邦各国でもかつては使用されていた。
14ポンドが1ストーンとなり、8ストーンが1ハンドレッドウェイトとなる。国際単位系 (SI) の単位に換算すると、1ストーンは正確に6.350 293 18キログラム (kg) である。
ストーン (stone) は、通常単複同形で複数形も stone だが、stones となることもある。

## 使用
医学その他の技術的な文章ではメートル法のキログラムに置き換えられているが、イギリスとアイルランドにおいては、すでに公式の計量単位ではないにもかかわらずストーンがまだ広く使用されている。特に体重を量るのにストーンはよく用いられ、例えば「158ポンド」（アメリカ合衆国、カナダなどではこう言う）というよりも「11ストーン4」（11ストーンと4ポンドの意味）ということの方が多い。英連邦の各国の公式ではない文章でも、体重にはストーンが用いられていることが多い。
イギリスやアメリカの競馬では、競走馬の負担重量をストーンとポンドで表す。「9-4」は「9ストーン4ポンド」すなわち「130ポンド」（約58.97キログラム）になる。
ストーンは、かつては農産物の計量にも用いられていた。例えばジャガイモは1ストーン（14ポンド）または半ストーン（7ポンド）単位で売る習慣があった。
標準貫入試験で使うドライブハンマー（錘）の質量は、10ストーンすなわち約63.5kgである。